# Villaferrueña
Villaferrueña est une municipalité espagnole de la communauté autonome de Castille-et-León et de la province de Zamora. En 2015, elle compte 117 habitants et 107 au 1er janvier 2022.

## Géographie et climat
Villaferrueña est située à l'extrémité ouest du plateau castillan (Meseta Iberica) à une altitude d'environ 745 m . Le Río Eria traverse la commune. La capitale provinciale Zamora se trouve à 72 km dans la direction sud-sud-est.
Le climat continental tempéré est rarement influencé par l'Atlantique .

## Démographie
| Année      | 1970 | 1981 | 1991 | 2001 | 2011 | 2021 | 2022 |
| Population | 278  | 251  | 188  | 159  | 119  | 107  | 107. |

## Images

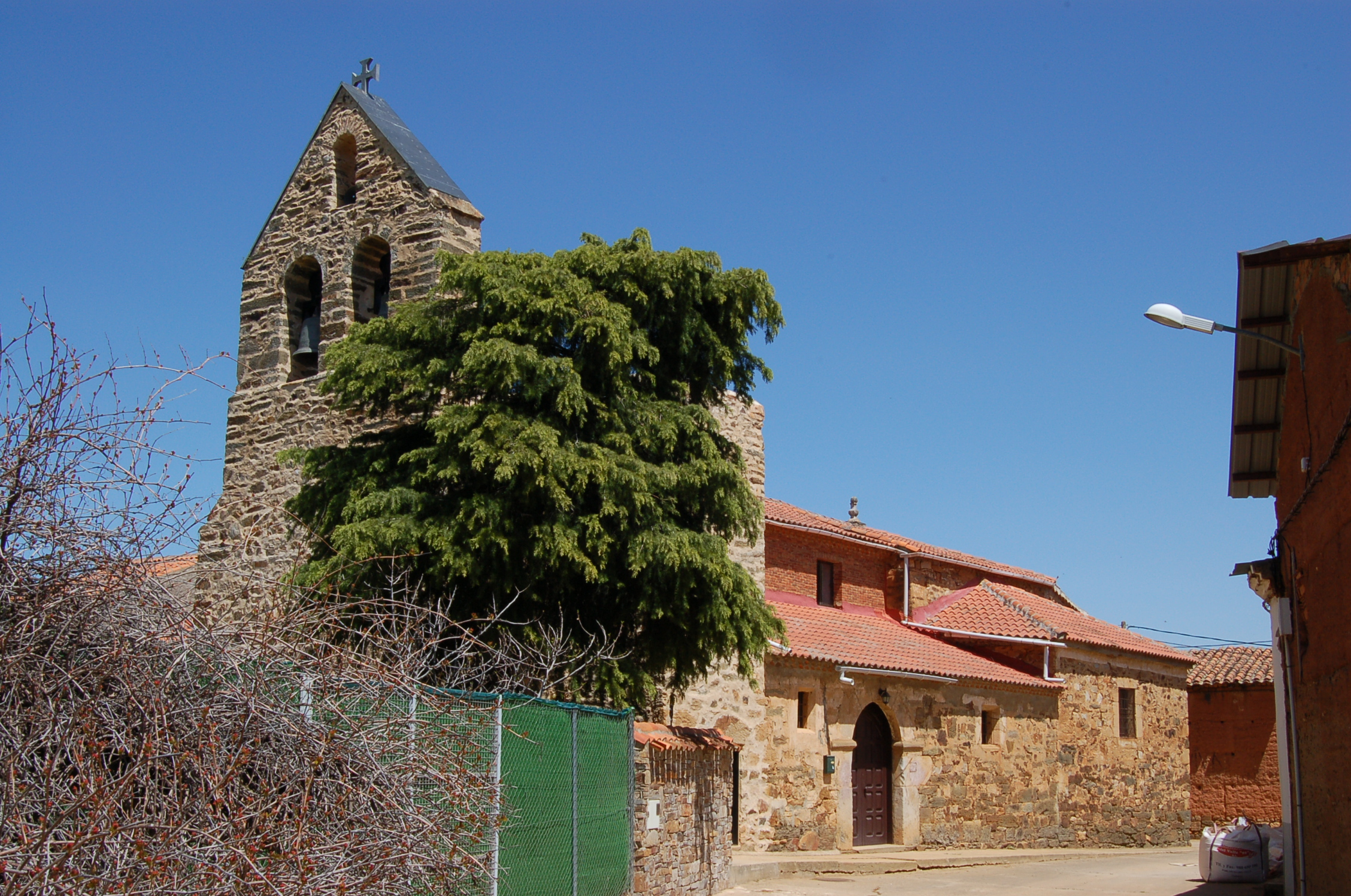
Èglise Saint Jean-Baptiste
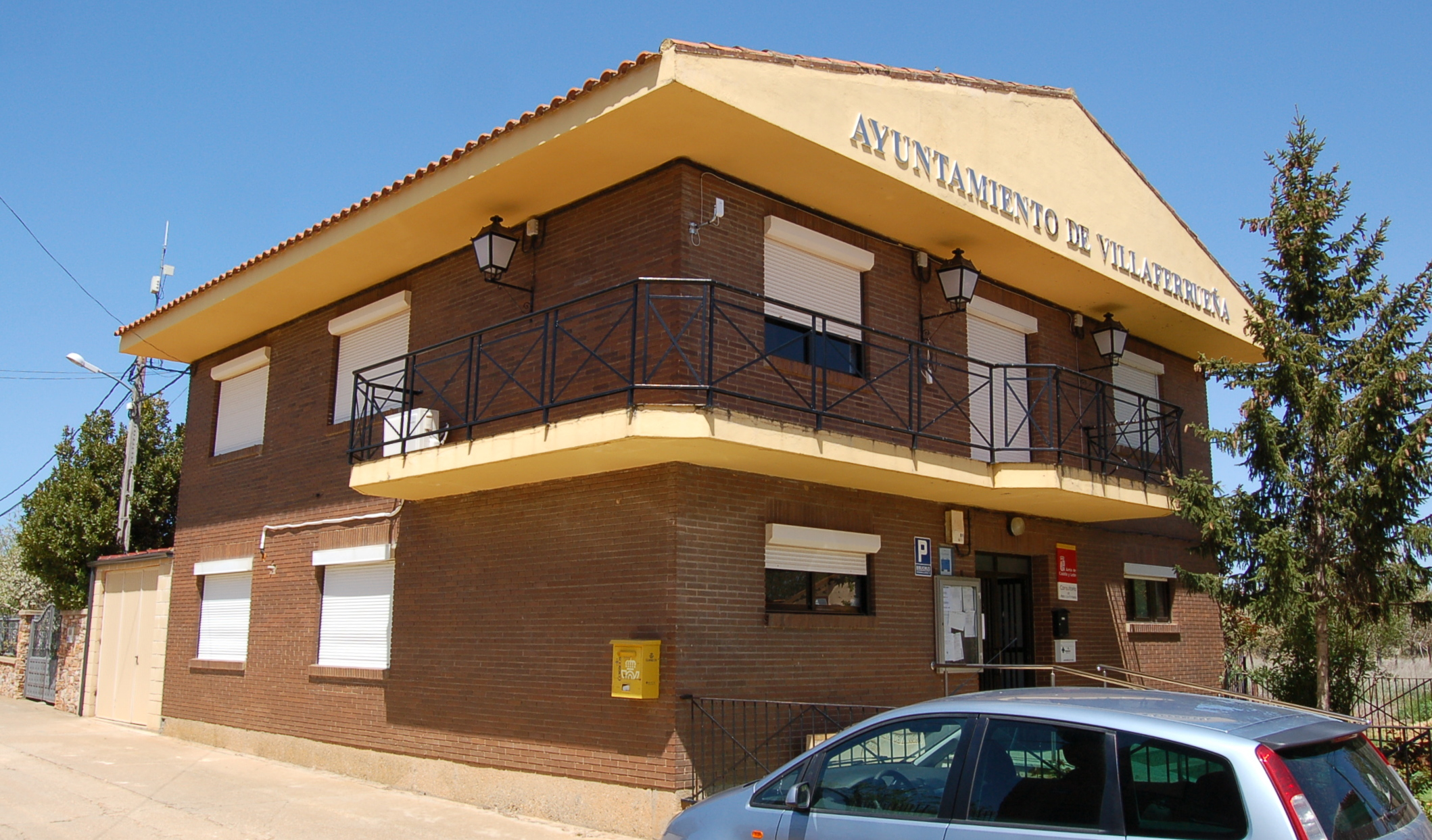
Mairie